# 格雷德币
格雷德币（Gridcoin）实现了一种“研究证明”（Proof-of-Research, POR）方案，该方案向在分布式计算平台 Berkeley Open Infrastructure for Network Computing（BOINC）上执行有用的科学计算的用户奖励 Gridcoin。Gridcoin 使用了一个更节能的权益证明（Proof-of-stake，PoS）系统 — 尽管它没有明确地解决计算能力的能源成本。
Gridcoin 试图通过其研究证明和权益证明协议来缓解加密货币挖掘对环境能源的影响。